# Diari d'un escàndol
Diari d'un escàndol (títol original en anglès: Notes on a Scandal) és una pel·lícula britànica dirigida per Richard Eyre estrenada el 2006, adaptació de la novel·la homònima de Zoë Heller. Ha estat doblada al català.

## Argument
Barbara Covett és una professora d'història que està a prop de la jubilació. Des de la seva més tendra infantesa no ha sabut estimar mai res, la qual cosa l'ha submergida en una solitud cada vegada més pesada.
L'arribada a l'escola d'una nova professora d'art, Sheba Hart, trasbalsarà la seva vida. Quan Barbara descobreix que la seva nova amiga té una relació amb un alumne agafa aquesta oportunitat inesperada. Promet a Sheba callar pensant que a canvi obtindrà el que desitja més que tot: l'amor de la jove...

## Repartiment
- Judi Dench: Barbara Covett
- Cate Blanchett: Sheba Hart
- Bill Nighy: Richard Hart
- Andrew Simpson: Steven Connelly
- Juno Temple: Polly Hart
- Philip Scott: Pete
- Joanna Scanlan: Sue Hodge
- Alice Bird: Saskia
- Syreeta Kumar: Gita
- Jeff Lipman: l'Agent de policia

## Premis i nominacions[calcitació]

### Nominacions
- 2007. Oscar a la millor actriu per Judi Dench
- 2007. Oscar a la millor actriu secundària per Cate Blanchett
- 2007. Oscar al millor guió adaptat per Patrick Marber
- 2007. Oscar a la millor banda sonora per Philip Glass
- 2007. Globus d'Or a la millor actriu dramàtica per Judi Dench
- 2007. Globus d'Or a la millor actriu secundària per Cate Blanchett
- 2007. Globus d'Or al millor guió per Patrick Marber
- 2007. BAFTA a la millor pel·lícula britànica
- 2007. BAFTA a la millor actriu per Judi Dench
- 2007. BAFTA al millor guió per Patrick Marber